# Projet MEarth
Le Projet MEarth est un projet financé par la NSF. C'est un observatoire robotique de recherche par transit de planètes autour de naines rouges. MEarth se compose de huit télescopes Ritchey-Chrétien couplés. Il est situé à l'observatoire Fred Lawrence Whipple sur le mont Hopkins, en Arizona.
Le projet est dirigé par David Charbonneau. Il comprend également parmi ses membres Jonathan Irwin, Zachory K. Berta-Thompson, Elisabeth R. Newton et Jason A. Dittmann.

## Planètes découvertes
1. Gliese 1214 b
2. Gliese 1132 b[2]
3. LHS 1140 b[3]